# Anant Mahadevan
Anant Mahadevan, né le 28 août 1950, est un acteur, réalisateur et scénariste indien.

## Filmographie
Acteur
- 8 X 10 Tasveer (2009) …. Sundar Puri
- EMI (2008) …. Babu
- Rafoo Chakkar: Fun on the Run (2008) …. Père
- Victoria No. 203: Diamonds Are Forever (2007)
- Aap Kaa Surroor: The Moviee - The Real Luv Story (2007) …. Reporter
- The Train (2007) …. Sudhir
- Sandwich (2006) …. M. Rao
- Joggers' Park (2003)
- Satta (2003)
- Aisaa Kyon (2003) …. Mahadevan
- Tum Se Achcha Kaun Hai (2002) …. Sunil Mahadevan
- Kyo Kii... Main Jhuth Nahin Bolta (2001) (as Ananth Mahadevan) …. Anand Mhatre
- Hum Ho Gaye Aap Ke (2001)
- Chhupa Rustam : A Musical Thriller (2001) …. Père de Nirmal
- Shikaar (2000) …. Sree Nath
- Baadshah (1999) (uncredited) …. Seth. Mahendra
- Mann (1999)
- Dil Kya Kare (1999) …. Krishan Kumar
- Kudrat (1998) …. Inspecteur de police
- Main Solah Baras Ki (1998) …. Prem Mehra
- Pyaar To Hona Hi Tha (1998) …. Officier
- Miss 420 (1998) …. Secrétaire
- Ishq (1997) …. Brijesh
- Yes Boss (1997)
- Vijeta (1996) …. Officier
- Kalyug Ke Avtaar (1995) (uncredited) …. Ratanlal
- Hum Dono (1995) (as Anant Mahadeven) …. Mahadeven
- Gaddaar (1995) …. M. Saxena
- Janam Kundli (1995) …. Pandit Din Dayal Shastri
- God and Gun (1995)
- Akele Hum Akele Tum (1995)
- Vartmaan (1995)
- Prem Yog (1994) …. Gangster
- Gangster (1994)
- Chhoti Bahoo (1994) …. Badal
- Hanste Khelte (1994) …. Shiva
- Professor Ki Padosan (1993) …. Vaidji
- Baazigar (1993) …. Vishwanath Sharma
- Gardish (1993) …. Havaldar Sawant
- Kayda Kanoon (1993) …. Kashyap
- Bedardi (1993) …. Professeur Harish Thakkar
- Pehchaan (1993)
- Anaam (1992) …. Roopesh/Shobraj
- Khiladi (1992) …. Oncle de Neelam
- Parasmani (1992) …. Officier de police
- Nagin Aur Lootere (1992) …. Naagraj
- Pyaar Ka Saaya (1991)
- Vishkanya (1991) …. Bajrang
- Nachnewala Gaanewale (1991) …. Prabhat Kumar
- Phoolwati (1991)
- Chandni (1989)
- The Sword of Tipu Sultan (1989) …. Pandit Purnaiya
- Vijay (1988) … Shetty
- Khandaan (1985)
- Unchi Uraan (1984)

Réalisateur
- Red Alert: The War Within (2008)
- Anamika (2008)
- Aggar (2007)
- Victoria No. 203: Diamonds Are Forever (2007)
- Anjaam (2007)
- Aksar (2006)
- Dil Maange More!!! (2004)
- Devi (2003)
- Dil Vil Pyar Vyar (2002)
- Indradhanush (1989)

Scénariste
- Anamika (2008)
- Anjaam (2007)
- Aksar (2006)
- Dil Maange More!!! (2004)